# Junon (Rembrandt)
Pour les articles homonymes, voir Junon (homonymie).
Junon est un tableau réalisé par le peintre néerlandais Rembrandt vers 1662-1665. Cette huile sur toile d'un format presque carré est une peinture mythologique qui représente la déesse romaine Junon trônant en majesté devant un fond sombre. Elle est conservée au musée Hammer de Los Angeles, en Californie, aux États-Unis.